# Terminalia cherrieri
Terminalia cherrieri är en tvåhjärtbladig växtart som beskrevs av H.S. Mackee. Terminalia cherrieri ingår i släktet Terminalia och familjen Combretaceae. Inga underarter finns listade i Catalogue of Life.

## Bildgalleri

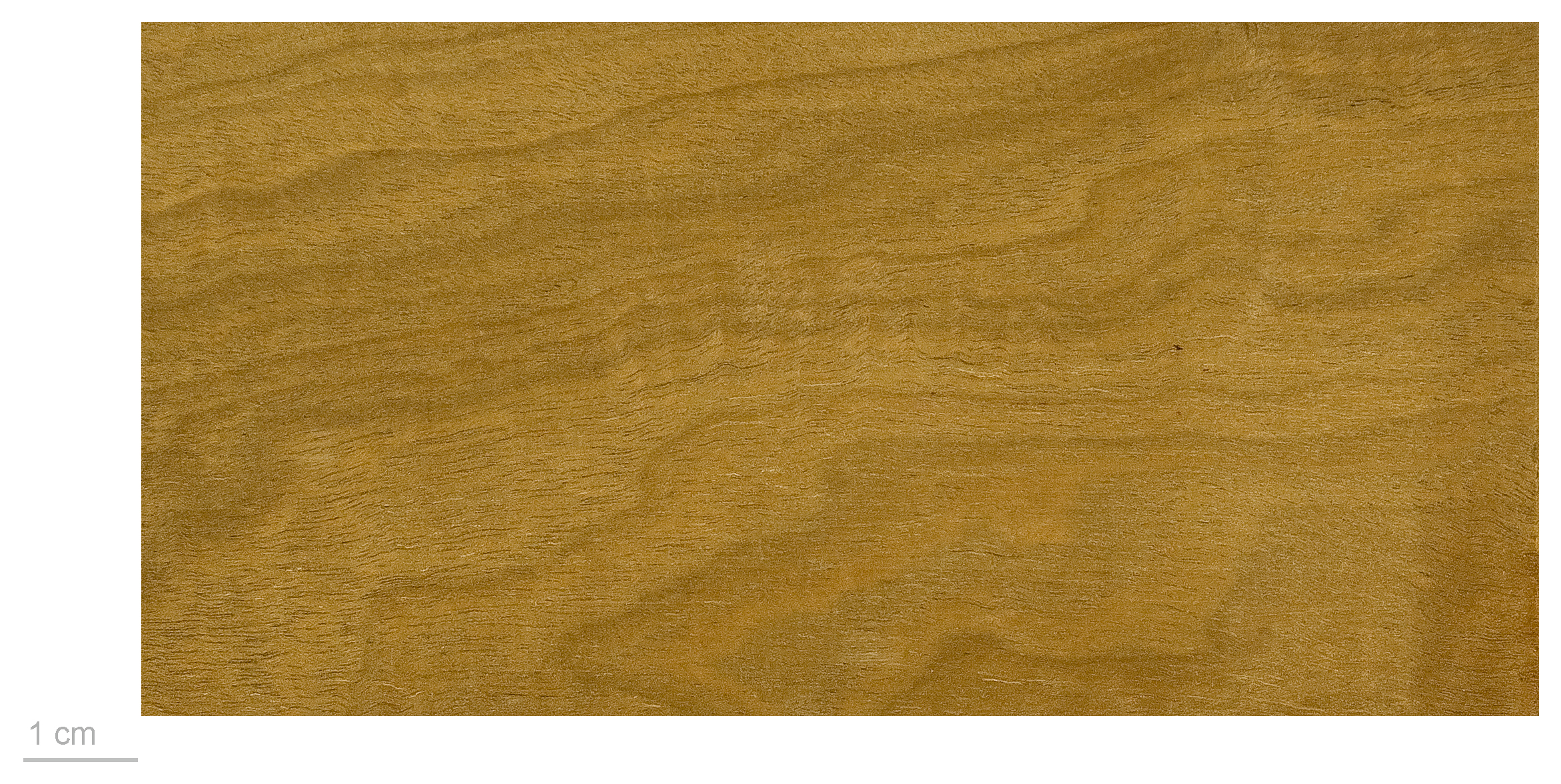